# Classification d'Aspinwall
Pour les articles homonymes, voir Aspinwall.
La classification d'Aspinwall est une méthode de regroupement de produits mise au point en 1958 par Leo V. Aspinwall, pour faciliter la planification marketing.

## Description
La classification d'Aspinwall permet aux décideurs marketing :
- d'optimiser et de mettre en priorité les variables du  marketing mix.,[1].
- de faciliter l'étude des produits et des comportements du consommateur, dans le but de déterminer en profondeur des méthodes de promotions de ventes ainsi que des circuits de distribution efficaces pour leurs biens et services [2]

Cette méthode permet aux spécialistes en marketing d'élaborer des stratégies en fonction des caractéristiques d'un produit. Elle se fait à partir de ces 5 critères d'évaluation:
1. Répétition d'achat: fréquence à laquelle le consommateur achète ou consomme le produit;
2. Marge brute: différence entre le prix de vente et le prix de revient;
3. Service requis: l'entretien ou le soutien du produit après la vente;
4. Durée de vie: période pendant laquelle le produit est utile;
5. Durée de recherche: période de temps que le consommateur est prêt à consacrer pour se procurer le produit

Les produits sont alors regroupés en catégories désignées par 3 couleurs: jaune, orange et rouge. Les produits sont classés selon la rapidité de rotation de la marchandise. On retrouve:
- Les produits jaunes: ceux qui ont une répétition d'achat faible, mais une marge brute, un service requis, une durée de vie et une durée de recherche élevée (ex. : meubles, véhicules, sécheuse);
- Les produits orange: ceux dont la répétition d'achat, la marge brute, le service requis, la durée de vie et le temps de recherche sont moyens (ex.: vêtements, malaxeurs, lampes);
- Les produits rouges: ceux dont la répétition d'achat est grande, mais la marge brute, le service requis, la durée de vie et la durée de recherche sont faibles (ex. : pain, œufs, chocolat).